# Vinec (Mladá Boleslav-i járás)
Vinec település Csehországban, a Mladá Boleslav-i járásban. Vinec Mladá Boleslav, Bukovno, Krnsko és Rokytovec településekkel határos. Lakosainak száma 276 fő (2024. január 1.).

## Népesség
A település lakosságának változását az alábbi diagram mutatja:
| Lakosok száma | 343  | 426  | 480  | 402  | 246  | 288  | 286  | 290  | 266  | 276  |
|               | 1869 | 1900 | 1921 | 1961 | 1980 | 2011 | 2016 | 2019 | 2021 | 2024 |